# زبان‌های اورال آلتایی
زبان‌های اورال آلتایی خانواده زبانی است که از پیشنهاد اتحاد دو خانواده زبانی جداگانه اورالی و آلتایی به وجود می‌آید. این فرضیه در قرن نوزدهم پیشنهاد شد و تا میانه‌های قرن بیستم نیز در نزد زبان‌شناسان به صورت گسترده مورد پذیرش بود؛ ولی از سال ۱۹۶۰ مورد بحث قرار گرفت و رد شد.

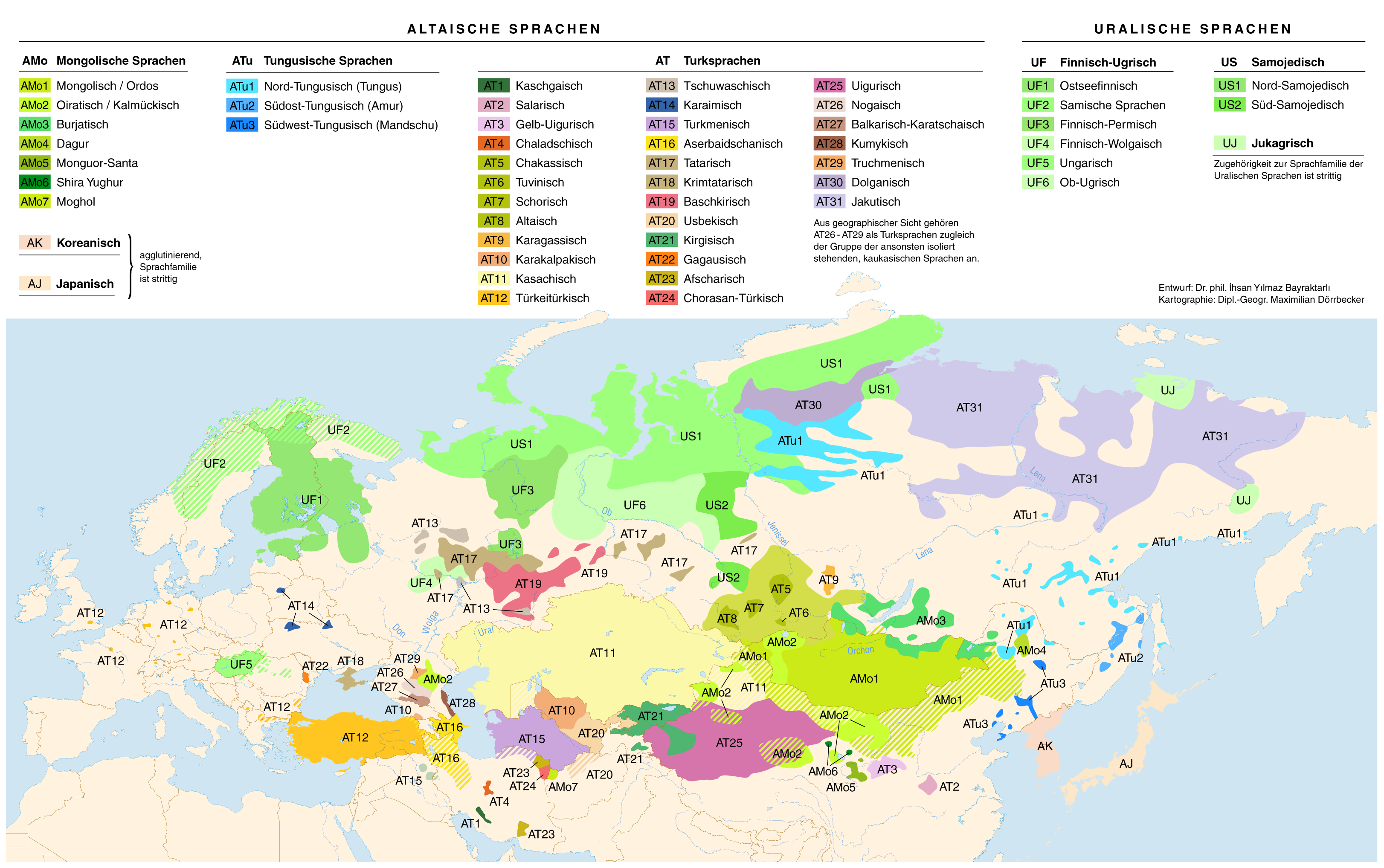
پراکنش زبان‌های خانواده پیشنهادی اورال-آلتایی.

## بی‌اعتبار شدن دسته‌بندی‌های قبلی
از سال ۱۹۹۰ تمایل به ارتباط برقرار کردن بین خانواده های زبانی اورالی، آلتایی و هندواروپایی در چهارچوب فرضیه ابرخانواده زبان‌های اورآسیایی (en:Eurasiatic languages) دوباره مطرح شد. بومهارد در سال ۲۰۰۸ ادعا کرده‌است که زبان‌های اورالی و آلتایی و هند و اروپایی به عنوان گروه‌های دختر از زبان مادر اورآسیایی، ریشه یکسانی دارند. با این وجود باید توجه کرد که خود فرضیه زبان‌های آلتایی نیز به صورت گسترده رد شده‌است. زبان‌های آلتایی یک خانواده زبانی پیشنهادی (شامل زبان‌های ترکی، مغولی و تونگوزی) در آسیای میانه و سیبری است که فرضیه آن امروزه به‌طور گسترده مردود شده‌است.
در گذشته زبان‌های آلتایی و زبان‌های اورالی را بخش‌های خانواده بزرگ‌تر زبان‌های اورال آلتایی می‌دانستند که اکنون بر اساس پژوهش‌های نوین این نظریه هم از اعتبار افتاده و به‌طور کامل منسوخ شده‌است.

## تعداد زبان‌های اورال آلتایی و جمعیت گویش وران
| نام گروه زبانی       | تعداد زبان‌ها | جمعیت گویش وران (۲۰۱۷) |
| -------------------- | ------------ | ---------------------- |
| ترکی                 | ۳۹           | ۱۷۰ میلیون             |
| مغولی                | ۱۳           | ۶ میلیون               |
| تونگوزی              | ۱۱           | ۷۵ هزار                |
| زبان‌های آلتایی       | ۶۳           | ۱۷۶ میلیون             |
| فنلاندی              | ۶            | ۷ میلیون               |
| سامی                 | ۹            | ۳۰ هزار                |
| موردوینیچ            | ۱۱           | ۴۰ هزار                |
| ماری                 | ۲            | ۵۱۰ هزار               |
| پرمیک                | ۲            | ۹۵۰ هزار               |
| اوگری                | ۳            | ۱۳ میلیون              |
| سامویدی              | ۴            | ۲۵ هزار                |
| زبان‌های اورالی       | ۳۷           | ۲۱ میلیون              |
| زبان‌های اورال آلتایی | ۱۰۰          | ۱۹۷ میلیون             |